# Endogeen retrovirus

Verschillende klassen van endogene retrovirussen in diverse gastheer-organismen

Endogene retrovirussen (ERV's) zijn virale fragmenten in het genoom die tijdens de evolutie ontstaan zijn door de integratie van retrovirussen. ERV's komen veel voor in het DNA van hogere gewervelde dieren. Volgens sommige schattingen bestaat 5–8% van het menselijk genoom uit endogene retrovirussen.
Een ERV is een provirale sequentie die verticaal wordt overgeërfd, dat wil zeggen dat ze in het kiembaan-DNA zitten en aan nakomelingen worden doorgegeven. ERV's kunnen zich niet als een transposon door het genoom verplaatsen of vermenigvuldigen. Het zijn meestal defecte overblijfselen van de retrovirale replicatiecyclus. In de loop van de evolutie zijn veel van deze retrovirale fragmenten in het genoom geaccumuleerd. In de wetenschappelijke literatuur worden ze ook wel aangeduid als proviral retroelements.
Humane endogene retrovirussen (hERV) zijn een belangrijk thema in de moderne genetica. Of ze een rol hebben in de totstandkoming van ziekten is een actief onderzoeksgebied. Expressie van hERV's is aangetoond bij verschillende vormen van kanker en auto-immuunziekten, maar of deze expressie een oorzaak of gevolg van de ziekte is, is onzeker. Gewervelden beschikken over verschillende silencing-mechanismen om de activiteit van intacte, replicatie-vermogende ERV's te beperken.